# José Espasa Anguera

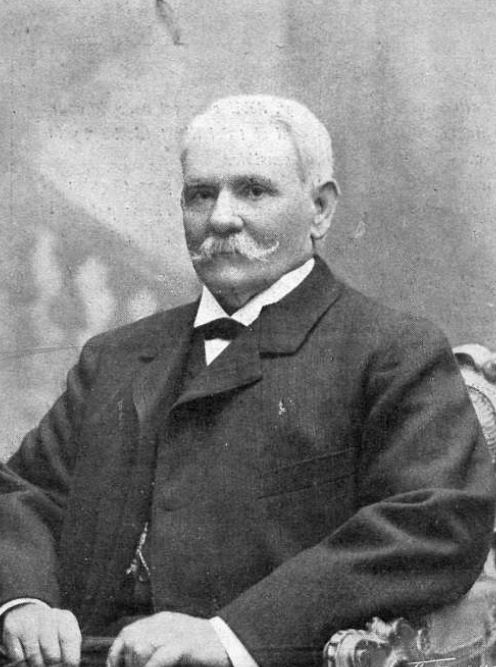
José Espasa Anguera

José Espasa Anguera (Pobla de Ciérvoles, Lérida, 1840 - Barcelona 4 de julio de 1911) fue un editor español.

## Biografía
Vivió en Barcelona, donde trabajó como obrero y distribuidor de libros. Con su hermano Pau Espasa i Anguera fundó Espasa Hermanos que luego en 1877 hasta 1881 modificó su razón social al quedar solo José Espasa Anguera al frente de la editorial. En 1881 se asoció con Manuel Salvat i Xivixell, su cuñado, dando origen a la nueva razón social Espasa y Compañía (1881-1897). En 1897 el señor Salvat se separó de la razón social y esta hasta el 1908 tomó el nombre de José Espasa e Hijos, que incluía a los hijos y colaboradores del fundador: José Espasa Escayola, Juan Espasa Escayola, y Luis Espasa Escayola. A partir de 1905 comenzaron los trabajos de edición de la Enciclopedia Universal Ilustrada Europeo-Americana, conocida con el nombre de Enciclopedia Espasa. A la muerte de José Espasa Anguera, la editorial tomó la razón social de Hijos de José Espasa. En 1925 la editorial Hijos de José Espasa se asoció con la Editorial Calpe y tomó el nombre de Espasa-Calpe, S.A.